# Ralf Seiz
Ralf Seiz ist ein Schweizer Ökonom, Lehrbeauftragter und Anlageberater.

## Leben
Ralf Seiz absolvierte sein Studium der Physik an der ETH Zürich (Dipl. Phys. ETH) und arbeitete gemäss eigenen Angaben am CERN in Genf. Er promovierte in Ökonomie (Dr. oec. HSG) an der Universität St. Gallen (HSG) als Assistent von Prof. Dr. Manuel Ammann. Zudem war er als Visiting Research Scholar an der New York University, Stern School of Business. Anschliessend war er als Assistant Professor an der Universität St. Gallen (HSG) tätig. Während seiner aktiven Forschungszeit an der Universität befasste er sich mit den Bereichen Executive Compensation, Risk Management, Alternative Investments,  Asset  Management,  Derivatives und Hybrid Securities. Heute ist er Lehrbeauftragter an der Universität St. Gallen.
Ralf Seiz wurde von 2016 bis 2019 viermal in Folge zu den einflussreichsten Schweizer Ökonomen im Ökonomen-Einfluss-Ranking der Neuen Zürcher Zeitung (NZZ) gezählt. 2016 erreichte er Platz 19, 2017 Platz 13,  2018 Platz 8 und 2019 Platz 15.  2020 fiel er aus den Top 40 des Rankings heraus.
Seiz ist Gründer und Inhaber der 2009 gegründeten Finreon AG, eines Spin-offs der Universität St. Gallen als Beratungsunternehmen für Geldanlagen.